# L-ガラクトノラクトンデヒドロゲナーゼ
L-ガラクトノラクトンデヒドロゲナーゼ（L-galactonolactone dehydrogenase, GLDHase, GLDase）は、次の化学反応を触媒する酸化還元酵素である。
(1) L-ガラクトノ-1,4-ラクトン + 2 フェリシトクロムc {\displaystyle \rightleftharpoons } L-アスコルビン酸 + 2 フェロシトクロムc + 2  H+
反応式の通り、この酵素の基質はL-ガラクトノ-1,4-ラクトンとフェリシトクロムc、生成物はL-アスコルビン酸とフェロシトクロムcとH+である。
(2) L-アスコルビン酸 + 2 フェリシトクロムc {\displaystyle \rightleftharpoons } L-デヒドロアスコルビン酸 + 2 フェロシトクロムc + 2 H+ （自発的）
反応式の通り、この酵素の基質はL-アスコルビン酸とフェリシトクロムc、生成物はL-デヒドロアスコルビン酸とフェロシトクロムcとH+である。
組織名はL-galactono-1,4-lactone:ferricytochrome-c oxidoreductaseである。